# Hans Mühlethaler
Hans Mühlethaler (* 9. Juli 1930 in Mungnau bei Zollbrück, Gemeinde Lauperswil, Kanton Bern; † 17. September 2016) war ein Schweizer Schriftsteller und Dramatiker. Sein absurdes Theaterstück An der Grenze wurde 1963 am Schauspielhaus Zürich uraufgeführt. Von 1971 bis 1987 trug er als Sekretär der Gruppe Olten wesentlich zur Beeinflussung der Schweizer Kulturpolitik bei. Seine zeitkritischen Romane veröffentlichte er im Zytglogge Verlag und bei Books on Demand. In den Sachbüchern Das Bewusstsein (2006) und Evolution und Sterblichkeit (2010) entwickelte er eine vom realistischen Kognitivismus inspirierte „evolutionäre Ethik“.

## Lehrer, Schriftsteller und Rebell
Mühlethaler war zunächst Lehrer im Emmental und in der Stadt Bern, ehe er freier Schriftsteller wurde. Nach Besuch des Lehrerseminars unterrichtete er ab 1950 in Röthenbach im Emmental, wo er zudem Organist der Dorfkirche war. Er heiratete früh und wurde Vater von fünf Kindern.
Nach verworfenen Romanversuchen „in der Tradition von Thomas Mann und Fjodor Dostojewski“ verfasste Mühlethaler sein absurdes Theaterstück An der Grenze. Das Stück wurde 1963 am Schauspielhaus Zürich unter der Regie von Karl Suter uraufgeführt und von Hans Rudolf Hilty in dessen Literaturzeitschrift Hortulus veröffentlicht.
Von 1967 bis 1968 lebte Mühlethaler in Berlin, wo er, pendelnd zwischen West und Ost, sich mit Benno Bessons Inszenierungen von Arbeiterdichtung befasste, in Westberlins Buchhändlerkeller und mit Norbert Randow und Henryk Bereska verkehrte, und sich dem studentischen Aufbruch anschloss; er demonstrierte für die Kommune 1 und besuchte den Internationalen Vietnamkongress.
Für seinen Gedichtband Zutreffendes ankreuzen wurde er 1968 mit dem Literaturpreis des Kantons Berns ausgezeichnet. Im selben Jahr sendete Radio DRS sein Hörspiel Osterpredigt; und 1969 erschienen die zehn Kurzgeschichten Ausser Amseln gibt es noch andere Vögel im Anabas-Verlag, worin er „behutsam gegen die kleinen Verrücktheiten seiner Mitwelt rebelliert“. 1970 brachte seine Tochter das kleine rote schülerbuch in Berner Schulen in Umlauf, worauf das Büchlein zeitweilig schweizweit verboten wurde.

## Sekretär derGruppe Olten
Ab Herbst 1970 nahm er an Treffen der Gruppe Olten teil und wurde 1971 deren erster Sekretär: Er baute das Sekretariat auf und machte „den Verein zum Sprachrohr gegenüber der Kulturpolitik des Landes“. In der Funktion des Sekretärs der Gruppe Olten war er auch „Mitbegründer der Urheberrechtsverwertungsgesellschaft ProLitteris“. Erwähnt sei hier, dass Mühlethaler 1989 Mitautor einer kritischen Schrift war, welche die Revision des damaligen Urheberrechts in der Schweiz forderte, welche in das Gesetz von 1992 mündete.
1978 zählte Mühlethaler zu den Initianten der Solothurner Literaturtage. Im selben Jahr veröffentlichte Mühlethaler im Zytglogge-Verlag den Roman Die Fowlersche Lösung über den „Riedel-Guala-Giftmordprozess in Burgdorf von 1926“. Gemäss Schriftsteller Christoph Geiser benützt Mühlethaler „seine dramatische Story auf raffinierte Weise dazu, die realen zwischenmenschlichen Konflikte, die gesellschaftlichen Konstellationen und die Vorurteile, welche die Trivialliteratur idealisiert, ideologisiert und mystifiziert, sachte blosszulegen und kritisch zu durchleuchten.“
Bis 1987 war Mühlethaler Sekretär der Gruppe Olten. Der Schriftsteller Jochen Kelter wurde 1988 sein Nachfolger. 1989 veröffentlicht er nach seinem Rücktritt als Sekretär der Gruppe Olten seinen Erfahrungsbericht Die Gruppe Olten; dabei interessierte ihn nicht die Erfolge der Gruppe, „sondern die Spannungen und Schwierigkeiten, mit denen eine Organisation von «Organisationsunwilligen» zu kämpfen hat“. 1991 veröffentlichte er, ein zweites Mal im Zytglogge-Verlag, einen Roman über einen Aussteiger mit dem Titel Abschied von Burgund. Der „Abschied“ versinnbildlicht den Abschied einer Episode der Ehegeschichte des Protagonisten, die Veränderung persönlicher Verhältnisse als Folge einer Reise ins Burgund, die zugleich eine Reise in die Vergangenheit des Protagonisten ist.
Später war er Mitglied des im Anschluss an die Gruppe Olten gegründeten Verbandes Autorinnen und Autoren der Schweiz.

## Self-Publishing
Mühlethaler war ein Verfechter des Self-Publishing-Konzeptes. „Ende der neunziger Jahre“ beschloss er, seine Werke fortan bei Books on Demand herauszugeben: „der endgültige Schritt ins Aussenseitertum. Aber […] Books on Demand zu machen bedeutet auch, Pionier zu sein“, wie ihn der Journalist Fredi Lerch 2008 zitiert: „Auch wenn sich da eine Flut von Publikationen ankündige, die nicht mehr von Verlagslektoraten zu druckwürdigen Büchern kanonisiert worden seien: «Irgendeinmal werden Zeitungen und Buchhandlungen [allgemein die auf Self-Publishing-Plattform veröffentlichten] Bücher zur Kenntnis nehmen müssen.»“. Die Bilder seiner so veröffentlichten Buchcover stammen von Martin Müller-Reinhart.

## Evolutionäre Ethik
Hans Mühlethalers Bücher Das Bewusstsein. Ursache und Überwindung der Todesangst (2006) und Evolution und Sterblichkeit (2010) sind philosophischer Natur. Er schreibt darin, dass die Menschen, wenn sie ihre Todesangst überwinden, früher sterben und so dem Überalterungsproblem moderner Gesellschaften entgegenwirken würden. Wenn der Körper es so entscheide, solle man sterben, eine Haltung die mit keiner Trübsal, sondern eher mit einer gewissen Heiterkeit verbunden ist. Die Zeit sei reif für eine neue, sogenannte „evolutionäre Ethik“, von anderen auch als „naturalistische“ oder „humanistische“ Ethik bezeichnet; diese erwachse aus konkreten Situationen, passe sich beständig dem gesellschaftlichen
Wandel an und sei einem dem biologischen ähnlichen Selektionsprozess unterworfen. Evolution und Sterblichkeit ist gemäss Heinrich Kuhn „mit einer aussergewöhnlich klaren, schlichten sprache geschrieben, die sich konsequent dem inhalt unterordnet und den text schritt für schritt behutsam weiterträgt“ [sic]. „Die klar geführten Linien seiner Überlegungen sind es“ gemäss Ludwig A. Minelli, Gründer der Sterbehilfeorganisation Dignitas, „wert, von einem großen Leserkreis zur Kenntnis genommen zu werden.“

## Privates
Nach mehrjährigem Aufenthalt in der Stadt Paris, die Schauplatz des Gedichtbandes Pariser Innenhof (2011) und des autobiographisch gefärbten Romans Der leere Sockel (2000) ist, lebte er wieder in Bern, an der Münstergasse.

## Werke

### Monographien
- An der Grenze. Theaterstück. In: Hortulus. Band 67, St. Gallen 1964. (Neufassung bei Books on Demand: An der Grenze. Ein absurdes Theaterstück. 2006, ISBN 3-8334-6570-0)
- Zutreffendes ankreuzen. Gedichte. Kandelaber-Verlag, Bern 1967.
- Außer Amseln gibt es noch andere Vögel. 10 Geschichten. Anabas-Verlag, Steinbach/Gießen 1969.
- Die Fowlersche Lösung. Roman. Zytglogge Verlag, Bern 1978. (Neufassung bei Books on Demand 2014)
- Die Gruppe Olten. Das Erbe einer rebellierenden Schriftstellergeneration. Verlag Sauerländer, Aarau 1989, ISBN 3-7941-3024-3.
- Abschied von Burgund. Roman. Zytglogge Verlag, Bern 1991. (Neufassung bei Books on Demand 2013)
- Der leere Sockel. Roman. Books on Demand, 2000, ISBN 3-8311-0398-4.
- Das Bewusstsein. Ursache und Überwindung der Todesangst. Books on Demand, 2006, ISBN 3-8334-4914-4.
- Frühe Gedichte und Prosatexte. Books on Demand, 2008, ISBN 978-3-8334-9165-8.
- Sternzeichen Krebs. Späte Gedichte I. Books on Demand, 2009, ISBN 978-3-8370-8853-3.
- Evolution und Sterblichkeit. Books on Demand, 2010, ISBN 978-3-8391-3355-2.
- Pariser Innenhof. Späte Gedichte II. Books on Demand, 2011, ISBN 978-3-8391-3609-6.

### Beiträge in Anthologien
- Dieses Buch ist gratis. Texte zeitgenössischer Schriftsteller. Herausgegeben von Theo Ruff und Peter K. Wehrli. Gratis-Verlag, Zürich 1971.
- Gut zum Druck. Herausgegeben von Dieter Fringeli. Artemis Verlag, Zürich 1972.
- Die Entstehung der Gruppe Olten oder die Verteidigung gegen die Zivilverteidigung. In: Taschenbuch der Gruppe Olten. Benziger, Zürich/Köln 1974, S. 301–308.
- Schweiz heute. Ein Lesebuch. Verlag Volk und Welt, Berlin 1976.